# Germaine Guesnay
Ne doit pas être confondu avec Jean Baptiste Guesnay.
Germaine Guesnay, née le 6 avril 1913 à Saint-Ouen-de-Mimbré (Sarthe) et morte le 11 octobre 2002 au Mans (Sarthe), est une secrétaire-comptable et femme politique française qui assura divers rôles au sein du Parti communiste français et de l’Union des femmes françaises.

## Biographie

### Enfance
Germaine Guesnay est la fille d'une tenancière d'un café-épicerie et d'un ouvrier. Son institutrice l'encourage à passer son brevet.

### Seconde Guerre mondiale
Germaine Guesnay passe en zone libre et y rencontre une résistante qui l'inspire à s'engager, aussi rejoint-elle le Parti communiste (PCF) à la libération de la France. 

### Engagement militant
La création d'une structure sarthoise de l’Union des femmes françaises (UFF) est permise par Germaine Guesnay, dont elle devient secrétaire départementale en 1949,.
Elle devient membre du bureau fédéral du PCF de 1950 à 1959 puis secrétaire fédérale responsable des questions féminines de 1959 à 1962 et redevient ensuite membre du bureau fédéral. En avril 1950, elle intervient auprès des ouvriers d'une usine de La Flèche qui fabrique des bombes pour la guerre d'Indochine et est condamnée à trois mois de prison avec sursis, assortis d’une amende de 5 000 francs. Elle travaille  au comité d’entreprise de l’usine Renault du Mans comme secrétaire-dactylographe en 1952 à la suite de son licenciement.
Elle rejoint le comité départemental du Secours populaire français en 1970 et en devient secrétaire en 1974, poste qu'elle quitte à l'âge de 76 ans. Elle est élue au comité national de l'association en 1977.

### Engagement politique
Germaine Guesnay est élue conseillère municipale du Mans de 1953 à 1959 et est présente sur la liste PCF en 1959, 1965 et 1966, sans succès électoral.